# Andrei Nikolajewitsch Mordwitschew

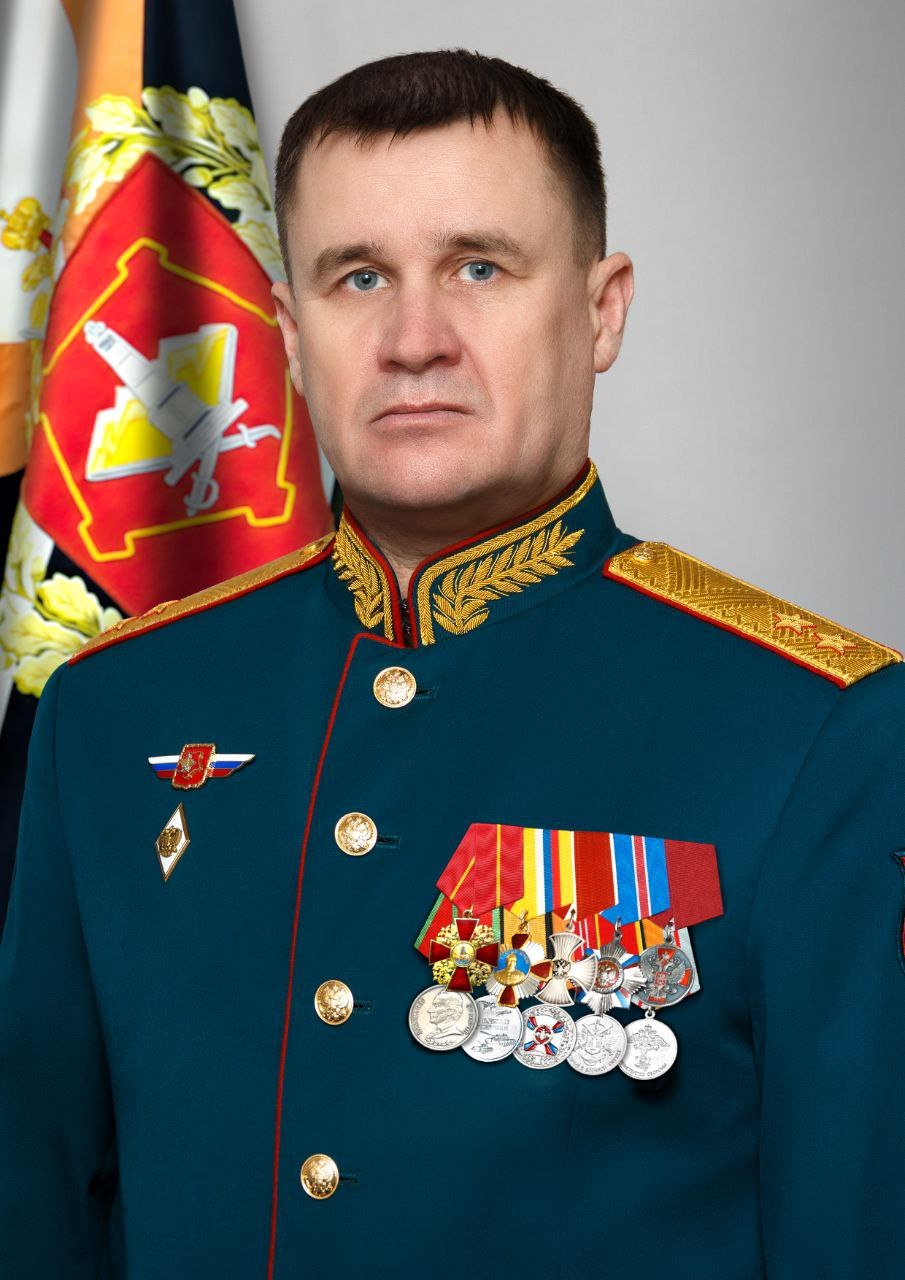
Andrei Nikolajewitsch Mordwitschew (2023)

Andrei Nikolajewitsch Mordwitschew (russisch Андрей Николаевич Мордвичев; * 14. Januar 1976 in Pavlodar, Kasachische Sozialistische Sowjetrepublik) ist ein russischer Generaloberst. Er wurde am 15. Mai 2025 zum Oberbefehlshaber der Bodentruppen der Streitkräfte Russlands ernannt.

## Leben
Andrei Mordwitschew ist Absolvent der Höheren Militärschule, der Allgemeinen Militärakademie der Russischen Streitkräfte „Frunse“, der Militärakademie des Generalstabs Russlands.
2010 war er stellvertretender Kommandeur der 5. Mot-Schützen-Brigade des Moskauer Militärbezirks. Anschließend wurde er im April 2011 zum Kommandeur der 4. Separaten Panzerbrigade ernannt und war 2012 bis 2014 Kommandeur der 28. Mot-Schützen-Brigade des zentralen Militärbezirks Russlands.
Im Jahr 2017 war Andrei Mordwitschew Kommandeur des 68. Armeekorps des östlichen russischen Militärbezirks und ab 2017 bis 2019 Stabschef und erster stellvertretender Befehlshaber der 41. Gardearmee.
Von 2020 bis zum November 2021 war er Stabschef und erster stellvertretender Kommandeur, ab November 2021 Kommandeur der 8. Gardearmee.
Beim Russischen Überfall auf die Ukraine 2022 war Andrei Mordwitschew nach ukrainischen Angaben für die Einnahme der Gebietes um Donezk zuständig und Befehlshaber bei der Einnahme Mariupols. Seit Ende Oktober 2022 war er stellvertretender Kommandeur der Gruppe „Mitte“. Unter seinem Kommando eroberte die russische Armee die Städte Awdijiwka, Ocheretino, Selidovo, Ukrainsk und Kurakhove. Im Jahr 2023 übernahm er von Alexander Lapin den Oberbefehl über die Gruppe „Mitte“.
Der ukrainische Geheimdienst HUR sucht ihn wegen des Verdachts von Kriegsverbrechen.

## Auszeichnungen
2024 wurde er als Held der Russischen Föderation ausgezeichnet und erhielt damit die höchste Auszeichnung, die in Russland vergeben wird.
- Suworow-Medaille[2]
- Verdienstorden für das Vaterland[2]